# ヌーヴェル赤羽台
ヌーヴェル赤羽台（ヌーヴェルあかばねだい）は、東京都北区に立地する旧公団住宅赤羽台団地を、UR都市機構が建て替えたものである。

## 概要
老朽化した赤羽台団地の再整備としてURが計画を進めたもので、2006年（平成18年）9月にA街区（1・2号棟）が竣工。2008年（平成20年）11月には、B・C街区が国土交通省の平成20年度超長期住宅先導的モデル事業に採択され、建築家・渡辺真理をデザインディレクターに迎え、2010年（平成22年）にB街区（3・4・5号棟）ならびにC街区（6・7号棟）が竣工した。こののち、2015年（平成27年）D1街区（8～11号棟）、翌年D2街区（12号棟）、2018年（平成30年）E街区（13号棟）がそれぞれ竣工した。
従前の団地とは趣を異にし、完成した住棟は高層マンションのような外観となり、各棟ごとに違うデザインとなった。2018年（平成30年）10月末までに従前入居者の戻り入居が完了している。
建て替え計画に沿って、団地内あったものの生徒数の減少により、統合となった北区立赤羽台中学校跡地を東洋大学が購入。新キャンパスの整備に取り組み、2017年（平成29年）4月に情報連携学部等が拠点を置く赤羽台キャンパスを開いた。さらに翌年、同大は周辺の土地を買い増し、2021年（令和3年）4月、朝霞キャンパスからライフデザイン学部を移転させている。
2012年（平成24年）には街並みが、2016年（平成28年）にはD街区がグッドデザイン賞を受賞した。

## 住棟構成
- A街区 - 1・2号棟
- B街区 - 3・4・5号棟
- C街区 - 6・7号棟
- D街区 - 8・9・10・11・12号棟
- E街区 - 13号棟

## 交通
- 埼京線・東北本線赤羽駅から徒歩約10分。